# Peter Hooten
Peter Hooten (Clermont, 29 novembre 1950) è un attore statunitense.

## Biografia
È noto soprattutto per le interpretazioni in Anno 2020 - I gladiatori del futuro di Joe D'Amato e Executor di James Glickenhaus.
Venne scoperto e portato alla fama da Enzo G. Castellari, che lo fece partecipare al film Quel maledetto treno blindato (1977). Lo stesso anno parteciperà al cult di Michael Anderson L'orca assassina. Divenne quindi noto per aver interpretato il Dottor Strange nell'omonimo film TV del 1978. L'ultima sua interpretazione risale al 1990, anno di Non aprite quella porta 3 di Claudio Fragasso. 

## Vita privata
Dal 1983 al 1995 è stato il compagno del noto poeta statunitense James Merrill (1926-1995)

## Filmografia

### Cinema
- Quel corpo di donna (A Woman for All Men), regia di Arthur Marks (1975)
- Quel maledetto treno blindato, regia di Enzo G. Castellari (1977)
- L'orca assassina (Orca), regia di Michael Anderson (1977)
- L'alba dei falsi dei (Das fünfte Gebot), regia di Duccio Tessari (1978)
- C'era una volta un amore (Fantasies), regia di John Derek (1981)
- Anno 2020 - I gladiatori del futuro, regia di Joe D'Amato (1982)
- Executor (The Soldier), regia di James Glickenhaus (1982)
- La sporca insegna del coraggio, regia di Tonino Valerii (1986)
- Tempi di guerra, regia di Umberto Lenzi (1987)
- Un maledetto soldato, regia di Ted Kaplan (Ferdinando Baldi) (1988)
- Non aprite quella porta 3, regia di Claudio Fragasso (1990)

### Televisione
- Marcus Welby, M.D. (1969) - Serie televisiva
- Double Jeopardy (1970) - Film TV
- In nome della giustizia (The Bold Ones: The Protectors) - serie TV, 1 episodio (1970)
- Tribes, regia di Joseph Sargent (1970) - Film TV
- Night of Terror (1972) - Film TV
- Una famiglia americana (1972) - Serie televisiva
- Dr. Strange (1978) - Film TV

## Doppiatori italiani
- Carlo Sabatini in Quel maledetto treno blindato
- Michele Gammino in L'orca assassina